# Trà sen Tây Hồ

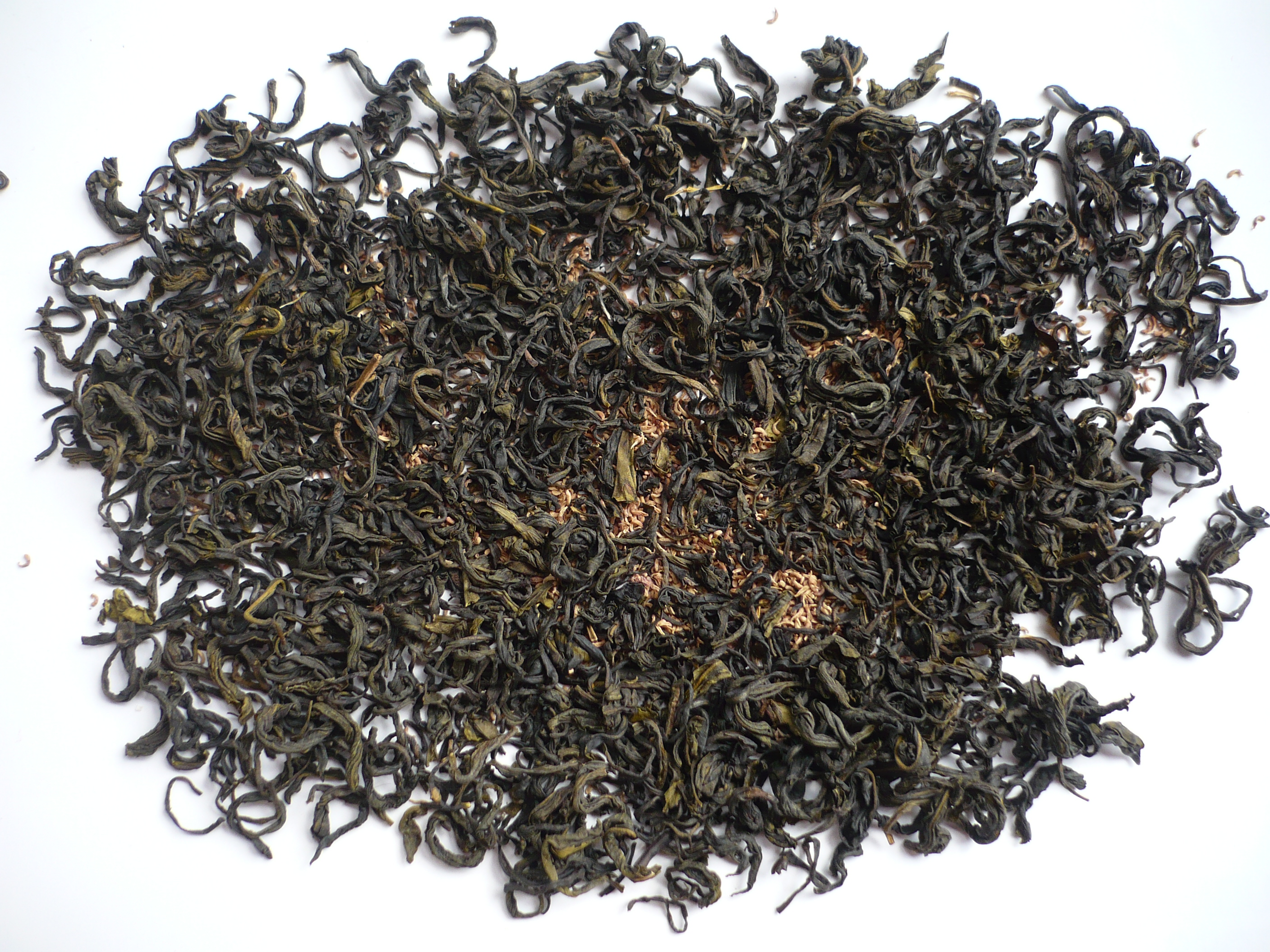
Trà sen

Trà sen Tây Hồ (đôi khi còn được gọi là Trà sen hồ Tây, Thiên Cổ Đệ Nhất Trà) là một đặc sản trong ẩm thực Hà Nội làm từ hoa sen bách diệp mọc tại một số khu vực ở hồ Tây (nay thuộc quận Tây Hồ, Hà Nội). Người ướp sử dụng chè đặc sản từ một số vùng tại Thái Nguyên, Hà Giang hoặc Phú Thọ. Sau khi tuyển chọn sen Tây Hồ và trà kĩ càng, người làm sẽ tiến hành một quy trình ướp và sấy trà phức tạp, cầu kì để cho ra sản phẩm trà sen.
Trà sen Tây Hồ thường có giá trị kinh tế tại thị trường Việt Nam. Trà tương đối đắt tiền và kén người tiêu dùng. Loại trà này cũng đã được phổ biến tại nhiều thị trường khác trong và ngoài Việt Nam. Không chỉ trà sen Tây Hồ được xem là thức uống đáng chú ý trong nền văn hoá trà tại Việt Nam, nghệ thuật ướp trà cũng đã trở thành nét văn hóa đặc trưng của Hà Nội.
Trà sen Tây Hồ hiện đang phải đối mặt với nhiều vấn đề như đầm sen bị thu hẹp diện tích; sản phẩm bị làm giả, không đảm bảo chất lượng, pha lẫn hóa chất; các nghệ nhân truyền thống làm nghề ướp trà đang dần mai một.

## Quy trình chế biến

### Tổng quan

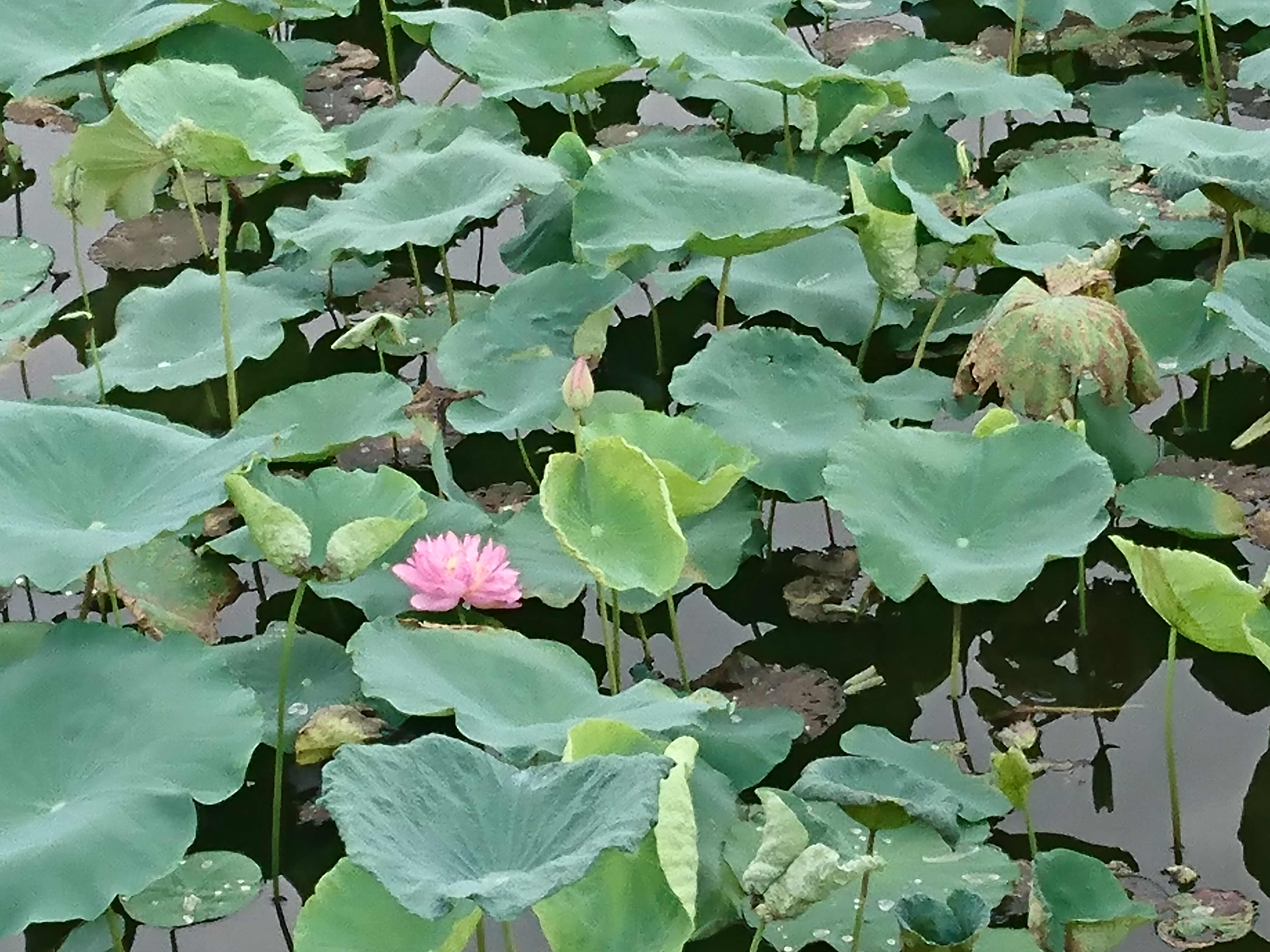
Một bông sen bách diệp trên đầm sen hồ Tây, loại chuyên dùng để ướp trà

Từ xa xưa, người ướp trà sen đã sử dụng chè ngon, trà xanh Tân Cương của vùng chè Thái Nguyên loại nõn tôm hoặc một tôm hai lá, trà cổ thụ Shan Tuyết tại Hà Giang, hoặc đôi khi là trà bồm tại Phú Thọ. Trà được đem ướp với dòng hoa sen bách diệp (trăm cánh) được trồng ở Đầm Trị, Hồ Tây. Đây là loại sen nhiều cánh nhỏ, màu hồng phớt, có nụ mọc không đáng kể. Thổ nhưỡng, khí hậu, nguồn nước đặc biệt của hồ Tây được cho là lí do tạo nên sen bách diệp. Loài sen này từng được mang đi nhân giống nhiều nơi nhưng do khác thổ nhưỡng nên mùi hương thường bị hắc chứ không như sen Hồ Tây. Đầm Thủy Sứ cũng là nơi trồng sen giống sen này, là loại sen có hương thơm ngát, được cho là chất lượng tốt nếu dùng để ướp trà. Mỗi năm, hoa sen hồ Tây chỉ ra hoa trong mùa hè.
Hoa sen cần được hái từ thời điểm sáng sớm trong ngày, khi mặt trời chưa lên, mặt nước hồ còn hơi sương, để đảm bảo độ tươi và giữ trọn vẹn được hương.
Sản phẩm Trà sen Tây Hồ được chia làm 2 loại: trà sen truyền thống và trà sen ướp xổi.

### Quy trình
Ngày xưa, người Hà Nội ướp trà sen vào ban đêm, khi những bông hoa sen mới hé nở, người ướp thường cho một nhúm chè vào trong hoa, sau đó buộc kín lại. Sáng sớm, tầm năm giờ sáng, họ ra hái những bông hoa này về để có trà uống. Hoa sen chỉ cho hương thơm nhất khi cánh hoa vừa hé nở. Nếu để ánh nắng chiếu vào hoa càng lâu thì hoa càng nhanh mất mùi hương, khi đó ướp vào trà sẽ không còn hương thơm.
Ngày nay vào thời điểm cuộc sống hiện đại, công đoạn ướp trà kỳ công và nhiều kiểu hơn trước. Mỗi năm từ cuối tháng 5 đầu tháng 6 đến khoảng đầu tháng 9, những người làm trà truyền thống ở phường Quảng An, quận Tây Hồ lại bắt đầu thực hiện từng công đoạn để làm trà sen. Nhụy sen có những hạt trắng, gọi là "gạo sen", được tách ra dùng để ướp với trà. Việc lấy gạo sen đòi hỏi ở người làm sự cẩn thận và tỉ mỉ cao độ, sao cho gạo sen không bị nát để giữ nguyên được hương, đây cũng được xem là công đoạn khó nhất. Để thu được 100 g (0,22 lb) gạo sen sẽ cần trung bình khoảng 1000 bông hoa sen như vậy. Trà sen cần trải qua ít nhất 7 lần ủ và sấy. Cứ một lớp trà rồi đến một lớp mỏng gạo sen, sau cùng phủ một lớp giấy. Để hương sen càng thơm, người thực hiện sẽ càng phải ướp nhiều lần. Có thông tin cho rằng để ướp được 1 kg (2,2 lb) trà sen phải cần tới 1500 bông hoa sen và để mẻ trà có hương sen đủ thơm phải mất tới 21 ngày với 7 lần vào hương và 7 lần sấy. Cánh hoa, nhụy hoa và gạo sen cần phải được tách rời. Theo một tờ báo đưa tin, khi đóng gói trà không được bật quạt để tránh việc bị hương trà bay mất, ngoài ra người đóng gói phải chịu nóng để làm. Một số giai thoại cho rằng chỉ những người già và đàn ông mới được đóng gói và hàn gói trà. Để giữ hương trà không bay, người phụ nữ vào những ngày hành kinh cũng không được tới gần khu vực này, kể cả những người đang mang thai hay vừa dự đám tang về.
Ngoài ướp trà sen theo cách truyền thống, nhiều gia đình còn làm trà bông sen (trà ướp sen xổi). Đây là cách ướp đưa trực tiếp chè khô vào bông hoa sen, trung bình mỗi bông sen cần khoảng 15 đến 20 gam (0,033 đến 0,044 lb) trà khô. Chọn những bông sen còn búp mới hé mở vào sáng sớm, nhẹ nhàng vén cánh hoa để lộ nhụy, chỉ tách hoa đủ lớn để có chỗ đổ trà vào, cho vào khoảng 15-20 gam trà. Sau đó, người ướp trà sẽ nhẹ nhàng vuốt lại những cánh hoa về hình dáng ban đầu. Công đoạn tiếp theo là sử dụng lá sen cắt thành miếng lớn vừa đủ bọc bông hoa lại rồi dùng lạt buộc túm lại ở cuống hoa. Bước cuối cùng, người ướp cắm hoa vào bình và để trong một khoảng thời gian ngắn trước khi bỏ ra sử dụng. Sau khi trải qua các công đoạn làm, và cần một khoảng thời gian chờ trà lên đủ hương thì sẽ được cho vào ngăn đá tủ lạnh bảo quản. Nhiều người nước ngoài tại Việt Nam đã tỏ ra trầm trồ trước nghệ thuật ướp trà cầu kỳ này.
Tuy có cách làm phức tạp nhưng cách bảo quản trà sen lại được cho là khá dễ. Trà ướp theo phương thức truyền thống thì cần hút chân không gói trà và bảo quản nơi khô ráo mát mẻ, tránh ánh nắng mặt trời. Nếu gói trà đã cắt ra uống thì cần cho trà ra hũ thủy tinh đậy kín, hoặc buộc chặt miệng túi, hay dùng kẹp chuyên dụng dành riêng cho túi trà. Với trà sen ướp xổi trong bông sen tươi cần được bảo quản trong tủ đông hoặc ngăn đá tủ lạnh và nên dùng càng sớm càng tốt.

### Pha và thưởng trà
Thức uống này nên được pha trong ấm đất nung truyền thống, đặc biệt là loại ấm tử sa, tuy nhiên cũng thể sử dụng ấm thủy tinh, ấm sứ. Trước khi pha trà, người pha cần tráng nóng ấm chén bằng nước sôi. Người uống cần tách nhẹ nhàng cánh hoa sen để lấy trà bên trong. Cho trà vào khay tre và chỉ dùng trà để pha. Sau đó chậm rãi gạt trà vào ấm, ủ trong ấm 3 phút để hơi nóng của ấm đánh thức hương thơm của trà. Nước được đun sôi già, nằm nhiệt ở nhiệt độ khoảng 80 – 85 độ C được rót từng ít đến một nửa ấm để hãm trà, sau đó lại chế tiếp. Trà được ngâm từ 30 giây đến 1 phút, vị đậm có thể tùy chỉnh dựa vào thời gian lâu hơn. Bước cuối cùng, trà được rót từ ấm ra chén tống (chén chuyên trà), rồi rót sang các chén quân (còn gọi là chén nhỏ) để thưởng thức. Một bông trà sen xổi có thể pha khoảng 2 đến 7 lần nước, tùy theo loại trà bên trong.
Ấm trà sen Tây Hồ hoàn chỉnh thường có màu nước xanh trong xen lẫn vàng cốm, có hương sen thơm kết hợp hương cốm non. Vị trà mới uống sẽ có vị chan chát nhẹ, sau đó là vị ngọt thơm nơi đầu lưỡi và lan xuống cổ họng. Trà sen Tây Hồ thường có công dụng đem lại tinh thần phấn chấn.

## Nghề ướp trà
Nghề ướp trà sen có từ rất lâu đời, chủ yếu đến từ người dân các làng cổ gồm: Quảng Bá, Tây Hồ và Nghi Tàm. Từ khi quận Tây Hồ được thành lập, địa bàn phường Quảng An là nơi tập trung nhiều hộ ướp trà sen nhất là khu đất của làng Quảng Bá cũ. Theo một ước tính năm 2012 của ông Vũ Hoa Thảo, Chủ nhiệm hợp tác xã Quảng An cho biết tổng diện tích mà phường này còn khoảng hơn 15hm chia đều cho 4 hồ, đầm là hồ Đầu Đồng, hồ Thủy Sứ, đầm Trị và ao Chùa. Vào mùa sen nở, mỗi ngày 4 hồ này cho thu hoạch xấp xỉ 10000 bông hoa. Tuy vậy theo ông Thảo, số hoa này cũng có lúc không đủ cung cấp cho 14 hộ dân còn giữ nghề trong làng Quảng An vào thời điểm đó.
Muốn ướp được trà sen đảm bảo chất lượng, người ướp không những phải am hiểu nghề nghiệp mà còn phải hiểu được tính chất của hoa sen. Nhiều gia đình làm trà sen như một nghề truyền thống. Báo Lao động cho rằng nghề làm trà sen không chỉ là sự mưu sinh trong cuộc sống mà còn là cách người dân ở đây lưu giữ nét văn hóa truyền thống, lưu giữ giá trị tinh hoa của làng nghề. Họ giữ nghề bằng cách giữ những nét tinh hoa và mùi hương trong sản phẩm làm ra.
Ông Ngô Văn Xiêm được biết tới là một trong số nghệ nhân ít ỏi còn lại của làng Quảng An còn giữ nghề ướp trà sen theo lối truyền thống. Ông kể rằng gia đình ông đã có 5 đời làm trà sen. Báo Tuổi trẻ cho rằng ông Xiêm là người cuối cùng làm nghề ướp trà sen. Thời xưa việc ướp trà sen chỉ để uống, thiết đãi khách và làm quà biếu. Cho tới khi nền kinh tế thị trường phát triển, nhiều người tìm đến trà sen như một món quà quý để làm quà biếu, nhu cầu tăng cao nên ông mới phát triển nghề của gia đình. Một người khác cho rằng nghề làm trà sen tuy đã có nhiều thay đổi so với truyền thống nhưng vẫn mang "hương sắc đặc trưng". Một gia đình tại phường Quảng An cũng có truyền thống 70 năm làm trà ướp sen thượng hạng. Cũng tại đây, một nghệ nhân gần 100 tuổi vẫn tự tay chọn hoa, tách gạo, thực hiện từng công đoạn ướp trà sen. Nhiều lần sản phẩm mà bà làm ra đã được gửi đi sang Mỹ, Anh, Nhật.

## Sản phẩm trên thị trường
Xa xưa, trà sen được cho là hiếm, chỉ vua chúa hoặc quan lại, quý tộc mới được uống. Ngày nay, trà sen đã có cơ hội được lan tỏa rộng rãi trên thị trường. Sản phẩm này thường bán ở phố Hàng Điếu (cửa hiệu Ninh Hương), hoặc trên hàng Than (trong các mâm tráp ăn hỏi). Trà sen Tây Hồ được xem là loại trà có giá thành đắt đỏ trên thị trường Việt Nam do sự cầu kì, phức tạp trong cách chế biến. Tại thời điểm năm 2019 đến năm 2022, trà sen khô có giá từ 8 triệu, thậm chí là 10 triệu đồng/kg. Tuy giá cao nhưng do cách làm thủ công, tốn nhiều thời gian nên số lượng trà làm theo cách truyền thống không nhiều. Hiện tượng hàng kém, không đảm bảo chất lượng được kinh doanh tràn lan trên thị trường cũng gây nên hiện tượng loạn giá trà sen Tây Hồ.
Tuy là đặc sản nổi tiếng ở Hà Nội nhưng mỗi năm trà sen Tây Hồ chỉ có một mùa sản phẩm. Vì vậy mỗi mùa sen Tây Hồ nở rộ, người dân Hà Nội thường tranh thủ mua trà về dùng dần hoặc tích trữ, thậm chí nhiều người còn chốt đơn với số lượng lớn. Bên cạnh đó, vào thời điểm chính vụ, một số người tiêu dùng cũng thường mua bông sen từ sáng sớm về để tự ướp trà. Nhiều khách hàng đứng chờ tại đầm sen từ sáng sớm, nhưng không phải ai cũng mua được. Trong thời điểm đại dịch COVID-19 có nhiều diễn biến phức tạp, trà sen Tây Hồ mất đi nhiều dịp được quảng bá tại các hội chợ, gian hàng ẩm thực của thành phố, nhưng nhờ có sự phát triển của công nghệ thông tin mà loại trà này đã kết nối người làm trà và khách hàng ở nhiều nơi khắp Việt Nam.
Để phục vụ thị hiếu mới, từ những năm 2019, người dân ướp trà tại nhiều nơi rộ lên làm trà ướp sen xổi..  Trước đây một số thực khách có niềm yêu thích đặc biệt với trà sen chỉ dùng thức uống này theo cách ướp truyền thống, nhưng sau khi dùng thử trà ướp xổi, họ nhận thấy chất lượng không kém hơn đáng kể, kết hợp với việc giá thành hợp lý nên đã có xu hướng chuyển dần sang dùng trà ướp xổi. Thức uống này có thể bảo quản quanh năm, đặc biệt dành cho dịp Tết khi nhu cầu tiêu dùng tăng cao.
Trà sen Quảng Bá cũng là nguồn cung cấp nguyên liệu cho các quán trà người Việt ở quận 5, Paris của nước Pháp.

## Ảnh hưởng văn hóa
Trà sen Tây Hồ được xem là một trong những thức uống đặc sản của nền văn hóa trà Việt Nam. Tuy vậy, không phải ngẫu nhiên mà trà sen Hồ Tây trở thành một thức uống nổi tiếng tại Hà Nội, điều này được thể hiện bởi sự cầu kì và tỉ mỉ trong từng công đoạn chế biến. Trà ướp hương sen được coi là loại trà có tính lịch sử bởi có nguồn gốc từ lâu đời, đồng thời còn là khởi nguồn của nhiều loại trà ướp hương khác. Đây cũng là minh chứng cho thời kỳ hoàng kim của nghệ thuật ướp trà đạt đến đỉnh cao. Báo Tuổi trẻ cho rằng chỉ ở đây [Tây Hồ] mới làm ra được loại trà sen có dư vị thơm ngon nhất tại Việt Nam. Nghệ thuật ướp trà sen cũng đã trở thành nét văn hóa mang hương vị ẩm thực Hà Nội. Trà sen Tây Hồ còn có biệt danh là "Thiên Cổ Đệ Nhất Trà". Hàng năm, mỗi khi tới mùa sen nở là quận Tây Hồ lại vào mùa ướp trà, thu hút khách du lịch đến thưởng thức và trải nghiệm. Không chỉ người Việt mà nhiều du khách quốc tế cũng có mong muốn được uống thức uống này và thậm chí họ còn muốn được tận tay trải nghiệm ướp trà sen cùng các nghệ nhân ở đây. Tại Đồng Tháp, nơi được mệnh danh là xứ sở sen hồng, lãnh đạo tỉnh đã "đặt hàng" một người viết bài đem trà sen Tây Hồ "ghép đôi" với sen Đồng Tháp Mười, nhưng có ý kiến cho rằng sản phẩm thu được khó có thể gọi là "trà sen".
Báo Công an nhân dân cũng cho biết nhạc sĩ Trịnh Công Sơn đã từng nài nỉ người quen mua hộ bằng được 2 kg (4,4 lb) trà sen Tây Hồ để mang vào miền Nam thiết đãi bạn bè. Một nghệ nhân ướp trà đã bán cho ông với giá rẻ nhưng vẫn lên tới 2 triệu đồng trên 1 kg (2,2 lb) vào thời điểm đó. Đài Truyền hình Nhật Bản TBS quyết định làm phim tài liệu về sen Tây Hồ, trong đó có chi tiết nghi lễ ướp và pha trà sen từ lúc còn là bông hoa hé nở đến khi bưng chén trà lên mời những vị khách. Trà sen Tây Hồ còn trở thành một trong những sản phẩm quảng bá ẩm thực trong chương trình "Giao lưu Văn hóa Ẩm thực Hà Nội với bạn bè quốc tế" khai mạc ngày 16 tháng 6 năm 2017 tại Hà Nội.
Theo dòng thời gian và lịch sử, việc thưởng trà sen từng có giai đoạn gần như bị lãng quên, nhưng từ những năm cuối thập niên 2010 phong trào này lại phát triển mạnh mẽ. Tờ VnExpress cũng khẳng định việc thưởng trà cũng là "nghệ thuật" trong đó đòi hỏi người thưởng trà "phải tinh tế" mới có thể cảm nhận hết "nét thanh tao" trong chén trà. Tờ Hà Nội Mới khẳng định trà sen Tây Hồ là một đặc sản đã trở thành niềm tự hào của người Hà Nội. Tờ báo này cũng cho rằng không ở nơi nào trên thế giới có trà sen, đồng thời nói rằng người Hà Nội coi trà sen là một "báu vật" để nâng niu. Theo báo Nhân Dân, trà sen Tây Hồ đặc biệt và có sự khác biệt với những loại trà khác bởi "sự thanh tao, thuần khiết chứ không nồng". Nhà báo Anh Phương còn cho biết những người Việt kiều xa quê hương lâu năm khi uống trà sen thường cảm thấy nhớ quê hương như "một phần tinh thần, cốt cách dân tộc khó có thể quên". Nhà báo Phương Dung đến từ Kênh Truyền hình Quốc phòng Việt Nam cho biết trà sen Tây Hồ khá hiếm và đắt, bà còn nhấn mạnh thức uống này hẳn "không dành cho những ai không biết thưởng thức".
Ủy ban Nhân dân quận Tây Hồ cho biết ướp trà sen là nghề truyền thống lâu đời của người dân phường Quảng An. Năm 2012, thương hiệu Trà sen Quảng An do 14 gia đình và cơ sở làm nghề ướp đã chính thức trở thành nhãn hiệu được Cục Sở hữu trí tuệ (Bộ Khoa học và Công nghệ Việt Nam) công nhận.

## Vấn đề hiện tại

### Giữ nghề truyền thống
Mặc dù nghề ướp trà sen của phường Quảng An ngày càng có chỗ đứng vững trên thị trường kinh tế Việt Nam, tuy nhiên khi nhắc đến việc gìn giữ nghề truyền thống, các nghệ nhân trong làng vẫn gặp nhiều vướng mắc. Điều này được cho là từ những năm đầu thập niên 2020, vùng nguyên liệu làm trà sen bị thu hẹp, nguyên liệu khan hiếm, giá cả tăng cao khiến người làm trà gặp nhiều khó khăn, thậm chí đã có không ít gia đình đã phải chuyển nghề khác. Phương pháp ướp trà thủ công cầu kỳ, vất vả khiến thế hệ trẻ bị áp lực. Ngoài ra, hệ sinh thái của nhiều đầm sen cũng gặp tình trạng nghiêm trọng như đầm Thủy Sứ có thời điểm mọc vài nghìn bông sen mỗi ngày, nhưng đã dần bị chết khô do nguồn nước ô nhiễm. Một nguyên nhân khác được kể đến như tốc độ đô thị hóa nhanh chóng cũng khiến việc mở rộng sản xuất trà sen Quảng An gặp rất nhiều khó khăn.
Tuy đã trở thành nét đặc sắc trong văn hóa ẩm thực Hà Nội nhưng một số nghệ nhân tỏ ra lo lắng việc trà sen Tây Hồ sẽ dần bị mai một. Để giữ nghề, những nghệ nhân luôn ý thức truyền dạy cho các con cháu của họ niềm đam mê với nghề ngay từ khi còn nhỏ. Số lượng sen trên hồ Tây mỗi ngày một thưa thớt cũng khiến nhiều người làm trà sử dụng những loại sen từ các vùng khác để làm trà sen "ướp xổi" do lợi nhuận, ảnh hưởng đến nhiều người tiêu dùng dễ mua phải sản phẩm không đảm bảo chất lượng.
Cách làm trà sen ướp xổi những năm đầu thập niên 2020 có xu hướng tăng dần. Đây là cách làm tuy không cầu kỳ và đòi hỏi nhiều công đoạn như trà sen truyền thống, không phải trải qua nhiều khâu và thời gian ủ lâu ngày như trước mà hiệu quả đem lại cao hơn. Tuy nhiên, báo Nhân Dân cho rằng việc làm theo phong trào, bán theo thời vụ nhưng vẫn gắn nhãn trà sen hồ Tây khiến danh tiếng thức uống này bị ảnh hưởng rất nhiều. Một số người cũng lợi dụng hương liệu tạo mùi để đánh lừa người tiêu dùng.

### Cải tiến và mở rộng
Kế thừa phương pháp ướp trà truyền thống, một chủ thương hiệu trà sen đã kết hợp với hệ thống sấy điện hiện đại trong quá trình ướp trà sen, qua đó phần nào rút ngắn thời gian ướp trà mỗi lần xuống còn khoảng 1 ngày rưỡi đến 2 ngày, đồng thời giữ được nước trà sánh vàng, không bị đỏ do thời gian sấy kéo dài như phương pháp truyền thống.
Năm 2017, quận Tây Hồ đã từng đề ra kế hoạch sẽ xây dựng không gian thưởng thức trà sen Tây Hồ, tìm hiểu về trà sen, phương thức ướp trà sen. Theo đề án này, vào mùa sen nở, du khách có thể thưởng trà, tìm hiểu về trà sen, ngắm sen, chụp ảnh. Còn khi vào mùa sen cạn, nơi này có thể tổ thức các hoạt động nghệ thuật dân gian quan họ, chầu văn, ca trù, múa rối nước. Ủy ban nhân dân quận Tây Hồ đã phê duyệt đề án Trung tâm giới thiệu và thưởng thức trà sen Tây Hồ, đồng thời đẩy nhanh tiến độ thực hiện các đề án du lịch vào các tháng cuối năm 2017. Tới tháng 6 năm 2022, Ủy ban Nhân dân quận Tây Hồ cho biết sẽ đầu tư triển khai thực hiện có hiệu quả các đề án xây dựng quận Tây Hồ thành trung tâm văn hóa, du lịch, trong đó có đề án "Trung tâm giới thiệu và thưởng thức trà sen Tây Hồ phường Quảng An".